# Calentamiento de los océanos

El contenido de calor del océano (OHC) ha ido aumentando durante décadas a medida que el océano ha estado absorbiendo la mayor parte del exceso de calor resultante de las emisiones de gases de efecto invernadero procedentes de las actividades humanas. El gráfico muestra el OHC calculado para una profundidad en el agua de 700 y 2000 metros.

El contenido de calor del océano (OHC) o la absorción de calor del océano (OHU) es la energía absorbida y almacenada por los océanos. Para calcular el contenido de calor en el océano, es necesario medir la temperatura del océano en varios lugares y  múltiples profundidades. El consumo de calor del océano es el resultado de la integración de la densidad de área de un cambio en la energía entálpica sobre una cuenca oceánica o un océano entero. En registros recientes, entre 1971 y 2018, el aumento del calor que contienen los océanos representó más del 90% del exceso de energía de la Tierra procedente del calentamiento global, es decir que los océanos han absorbido gran parte del exceso de calor en el planeta. El principal catalizador de este aumento ha sido el forzamiento antropogénico a través del aumento de las emisiones de gases de efecto invernadero. En 2020, aproximadamente un tercio de la energía añadida a los océanos se había propagado a profundidades inferiores a 700 metros.  que convencionalmente serían más frías que las aguas superficiales.
En 2023, los océanos del mundo volvieron a ser los más calientes según el récord histórico y superaron el máximo récord anterior de 2022. Las cinco observaciones más altas del calor del océano en profundidades de hasta 2000 metros fueron registradas entre los años 2019 y 2023. El océano Pacífico Norte, el océano Atlántico Norte, el mar Mediterráneo y el océano Austral registraron las observaciones de calor más altas en más de sesenta años de mediciones globales.Para marzo de 2024, la superficie oceánica del planeta tierra ha completado doce meses consecutivos de las más altas temperaturas registradas.
El contenido de calor del océano y el aumento del nivel del mar son indicadores importantes del cambio climático.
El agua del océano tiene la capacidad de absorber energía solar porque el agua tiene una capacidad calorífica mucho mayor que los gases atmosféricos. Como resultado, unos pocos metros en la capa superior del océano contienen más energía que toda la atmósfera terrestre.  Desde mediados del siglo XX, buques y estaciones de investigación han tomado muestras de las temperaturas de la superficie del mar y de las temperaturas a profundidades mayores en todo el planeta. Desde el año 2000, una red en expansión de casi 4.000 flotadores robóticos Argo ha registrado anomalías de temperatura, o del cambio en el contenido de calor del océano. Con las mejoras implementadas en la recolección de datos en las últimas décadas, se ha analizado que el contenido de calor de la parte superior del océano ha aumentado a un ritmo acelerado, debido a fenómenos como el cambio climático y el Fenómeno del Niño. La tasa neta de cambio en los primeros 2000 metros entre 2003 y 2018 fue +0.58±0.08 W/m² (o ganancia media anual de energía de 9,3 zettajulios ). Todavía es difícil medir la cantidad de calor en el océano durante períodos prolongados con la suficiente precisión y cubriendo áreas y profundidades significativas. Esta dificultad explica la incertidumbre en las cifras. 
Los cambios en la temperatura del océano afectan, directamente a los ecosistemas en los océanos y también a otros  ecosistemas en la tierra. Por ejemplo, existen múltiples impactos en los ecosistemas costeros, como manglares y ciénagas, así las comunidades que dependen de sus elementos y sus servicios ecosistémicos . Los efectos directos incluyen variaciones en el nivel del mar y el hielo marino, cambios en la intensidad del ciclo del agua y la migración de la vida marina, así como la erosión costera y el blanqueamiento de corales.

## Cálculos

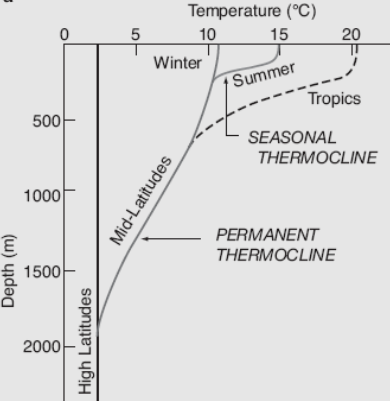
Gráfico en inglés de diferentes termoclinas o capas de agua. (profundidad versus temperatura del océano) según las estaciones y la latitud

El cálculo del contenido de calor del océano está estrechamente alineado con el valor de la entalpía en la superficie del océano, también llamada entalpía potencial . De este modo, los cambios de OHC, por sus siglas en inglés (ocean heat content) se hacen más fácilmente comparables a los intercambios de calor del agua de mar con el hielo, el agua dulce y el aire húmedo.   La OHC siempre se informa como un cambio o como una "anomalía" en relación con una línea de base. Los valores positivos también cuantifican la absorción de calor del océano (OHU- ocean heat uptake) y son variables útiles para analizar dónde están siendo almacenadas la mayor parte de la energía que capta el planeta  derivadas del calentamiento global. Al cubrir una porción mayor al 70 por ciento de la superficie terrestre,el océano ha absorbido el 90 por ciento del calentamiento derivado de la emisión de gases de efecto invernadero. 
Para calcular el contenido de calor del océano, se requieren mediciones de la temperatura del océano a partir de muestras de agua de mar recolectadas en múltiples lugares y profundidades distintas.  La integración de la densidad de área del calor del océano sobre una cuenca oceánica, o todo el océano, da como resultado el contenido total de calor del océano. Por lo tanto, el contenido calorífico total del océano es una integral de volumen del producto de la temperatura, la densidad y la capacidad calorífica en la región tridimensional del océano para la cual están  los datos disponibles.  Gran parte de las mediciones se han realizado a profundidades inferiores a los 2000 metros y se ha identificado que la mayor cantidad de la energía absorbida por el océano está entre la superficie y los 700 metros de profundidad.
Para  calcular la densidad de área del contenido de calor del océano entre dos profundidades se usa una integral definida:  
{\displaystyle H=c_{p}\int _{h2}^{h1}\rho (z)\Theta (z)dz}
Dónde {\displaystyle c_{p}} es la capacidad calorífica específica del agua de mar, h2 es la profundidad inferior, h1 es la profundidad superior, {\displaystyle \rho (z)} es el perfil de densidad del agua de mar in situ, y {\displaystyle \Theta (z)} es el perfil de temperatura conservadora . {\displaystyle c_{p}} se define a una única profundidad h0 generalmente elegida como la superficie del océano. En unidades del SI, {\displaystyle H} tiene unidades de julios por metro cuadrado (J·m −2 ).
En la práctica, la integral se puede aproximar mediante la suma, utilizando una secuencia de datos in situ, buena y de confianza; abarcando temperatura (t), presión (p), salinidad (s) y su correspondiente densidad (ρ). El valor de la temperatura conservadora {\displaystyle \Theta (z)} es un valor traducido, relativo a la presión de referencia (p0) en h0. En cálculos anteriores se ha utilizado un sustituto conocido como temperatura potencial. 
Al comparar las mediciones de temperatura versus las mediciones de profundidad del océano generalmente aparece una capa mixta superior (0–200 metros), una termoclina (200-1500 metros), y una capa oceánica profunda (>1500 metros). Estas profundidades de los límites son sólo valores aproximados. La luz solar penetra hasta una profundidad máxima de unos 200 metros; los 80 metros superiores,  son conocidos como una zona habitable para la vida marina fotosintética marina, área que cubre más del 70% de la superficie de la Tierra. La acción de las olas y otras turbulencias superficiales contribuyen a balancear las temperaturas en toda la capa superior.
A diferencia de las temperaturas superficiales que disminuyen con la latitud, las temperaturas de las zonas más profundas del océano son relativamente frías y uniformes en gran parte de las regiones del mundo. Aproximadamente el 50% de todo el volumen del océano se encuentra a profundidades inferiores a 3000 metros, siendo el Océano Pacífico la porción más grande y profunda de las cinco secciones oceánicas.

### Mediciones

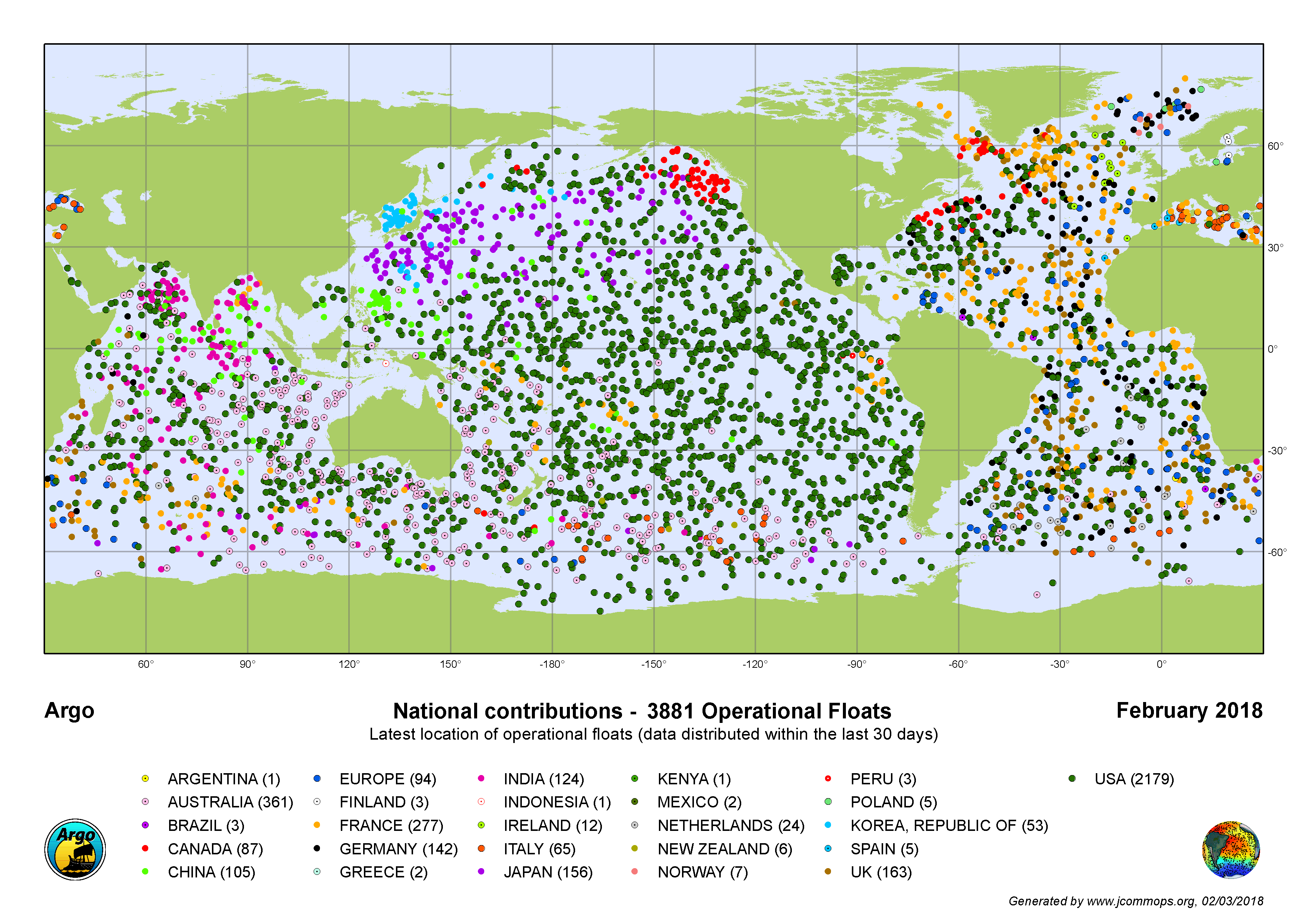
La distribución global de flotadores activos en la matriz Argo

Las mediciones del contenido de calor del océano presentaban dificultades, especialmente antes del despliegue de los flotadores Argo, cuyos datos son de libre acceso. Teniendo en cuenta que el calor es transferido entre las distintas pareas del océano y los ciclos estacionales, existen dificultades para distinguir entre las tendencias de calentamiento global a largo plazo y la variabilidad climática. Ejemplos de estos factores que aumentan la complejidad del análisis son las variaciones causadas por El Niño-Oscilación del Sur o los cambios en el contenido de calor del océano provenientes de las erupciones volcánicas.
Argo es un programa internacional de flotadores robóticos de perfilamiento desplegados en todo el planeta desde principios del siglo XXI.Las 3.000 unidades iniciales del programa se habían ampliado a casi 4.000 unidades para el año 2020. Cada ciclo de medición dura diez días, inicialmente, el dispositivo desciende mil metros y se deja llevar por la corriente durante los siguientes nueve días. Luego desciende a 2000. metros y mide la temperatura, la salinidad (conductividad) y la profundidad (presión), durante el último día de ascenso a la superficie.Ya en la superficie, el dispositivo transmite los datos del perfil de profundidad y la posición horizontal a través de relevadores o relés satelitales antes de repetir el ciclo.
A partir de 1992, los altímetros del satélite Jason de la serie de satélites TOPEX/Poseidón y posteriores han observado el calor del océano, integrándolo verticalmente, aspecto que es un componente importante del aumento del nivel del mar. Desde el 2002, GRACE y GRACE-FO han monitoreado de forma remota los cambios oceánicos mediante gravimetría, como por ejemplo la pérdida de hielo glaciar en Gorenlandia. La asociación entre Argo y las mediciones satelitales ha producido mejoras continuas en las estimaciones de OHC y otras propiedades oceánicas globales.

## Causas de la absorción de calor
El calor que absorben los océanos representa más del 90% de la absorción total del calor que hay en el planeta como consecuencia de los cambios inducidos por los humanos en la composición de la atmósfera terrestre. Este alto porcentaje se debe a que las aguas en la superficie del océano y debajo de ella -especialmente la turbulenta capa superior mixta-  poseen una inercia térmica mayor que la corteza continental expuesta del planeta, las regiones polares, o la atmósfera. Un cuerpo con gran inercia térmica almacena una gran cantidad de energía debido a su capacidad calorífica volumétrica y transmite energía eficazmente según su coeficiente de transferencia de calor. Gran parte de la energía adicional que ingresa al planeta a través de la atmósfera es absorbida y retenida en el océano.

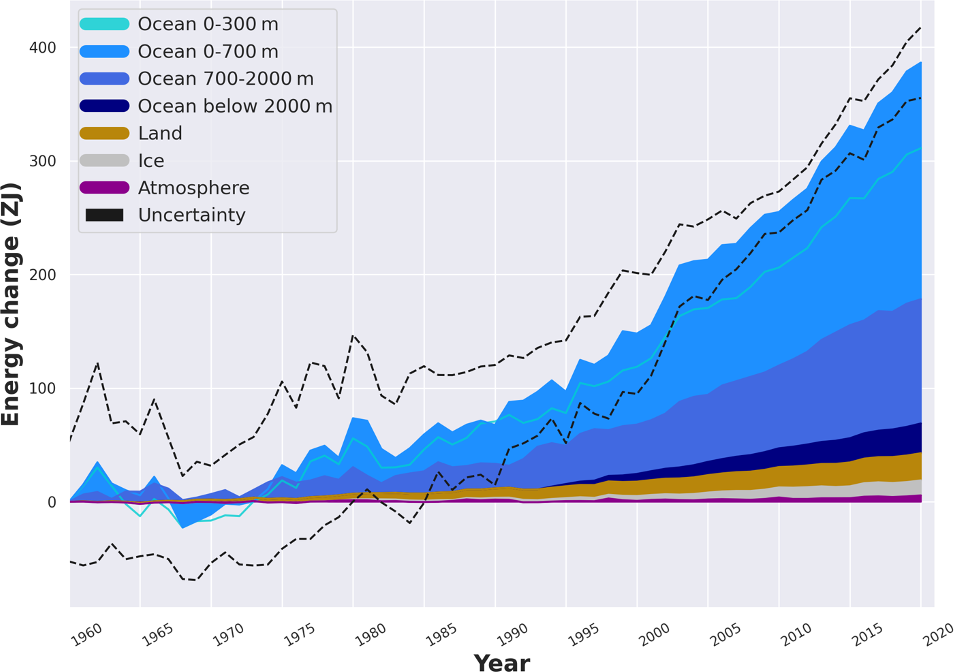
Inventario de calor de la Tierra (acumulación de energía) en ZJ para los componentes del sistema climático de la Tierra en relación con 1960 y de 1960 a 2018. La parte superior del océano (0 a 300 m, línea azul claro y 0 a 700 m, sombreado azul claro) representa la mayor cantidad de ganancia de calor.

La absorción de calor planetario o el contenido de calor representa toda la energía agregada o eliminada del sistema climático.  Puede calcularse como una acumulación en el tiempo de las diferencias (o desequilibrios ) observados entre la radiación total entrante y saliente. CERES y otros instrumentos remotos han estimado los cambios en el desequilibrio desde la órbita terrestre, y los han comparado con estudios in situ de cambios en el inventario de calor en los océanos, la tierra, el hielo y la atmósfera.  Se cree que los aumentos en el contenido de calor planetario durante el período 2005-2019 superan las incertidumbres de las mediciones. 
En el océano, la irradiancia solar ecuatorial es absorbida por las aguas superficiales tropicales e impulsa la propagación del calor hacia las zonas polares terrestres. La superficie marina intercambia energía que ha sido absorbida por la troposfera inferior a través de la acción del viento y las olas. Con el tiempo, un desequilibrio sostenido en el presupuesto energético de la Tierra permite un flujo neto de calor hacia o desde una mayor profundidad oceánica a través de la conducción térmica, el anegamiento y la surgencia. Las liberaciones de calor que van a la atmósfera se producen mayormente a través de la evaporación y contribuyen al ciclo planetario del agua .  Las liberaciones concentradas de calor, en relación con las altas temperaturas de la superficie del mar contribuyen a la formación de ciclones tropicales, ríos atmosféricos, olas de calor atmosféricas y otros fenómenos meteorológicos extremos que pueden adentrarse en la superficie terrestre.  En conjunto, estos procesos hacen que el océano sea la reserva térmica más grande del planeta Tierra, actuando como sumidero y como fuente de energía. 

La temperatura del aire en la superficie de las masas terrestres ha aumentado más rápidamente que la temperatura de la superficie del mar.

Desde la perspectiva de las regiones terrestres y cubiertas de hielo, su porción de absorción de calor se reduce y se retrasa debido a la inercia térmica que es dominante en el océano. Aunque el aumento promedio de la temperatura de la superficie terrestre ha excedido el de la superficie del océano debido a la menor inercia (menor coeficiente de transferencia de calor) de la tierra sólida y el hielo, las temperaturas aumentarían más rápidamente y en mayor medida sin la presencia del océano. Los manglares, como hábitats costeros, representan el 14% de la captura del carbono por parte del océano global y el 1% de la captura de carbono que realizan los bosques.

## Observaciones y cambios recientes
En los últimos años han encontrado un aumento de varias décadas en el contenido de calor en el océano de las capas superiores del océano y que ha comenzado a penetrar a capas más profundas.  La parte superior del océano (0–700 m) se ha calentado desde 1971, aunque es muy probable que el calentamiento haya ocurrido a profundidades intermedias (700–2000 m) y probablemente que el océano profundo (por debajo de 2000 m) las temperaturas han aumentado. Existe una confianza muy alta en que el aumento del contenido de calor del océano en respuesta a las emisiones antropogénicas de dióxido de carbono es esencialmente irreversible en escalas de tiempo humanas, la captura de dióxido de carbono, no solo reduce la cantidad de oxígeno en el océano, sino que aumenta la cantidad de oxido nitroso, un gas que dura más tiempo en la atmósfera y que complejiza las mediciones más recientes.

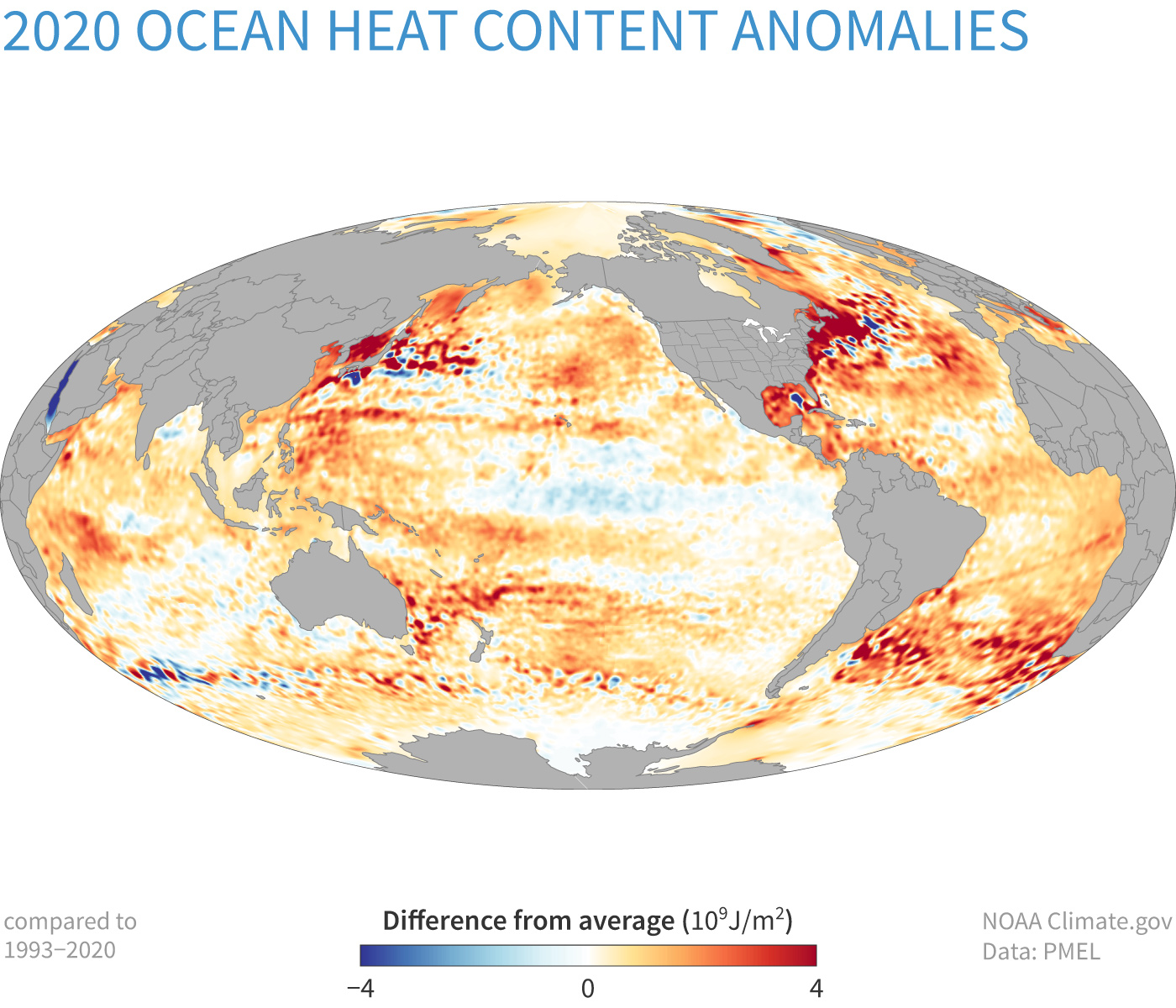
Mapa de la anomalía del calor del océano en los 700 superiores metros para el año 2020 versus el promedio de 1993-2020. Algunas regiones acumularon más energía que otras debido a factores de transporte como los vientos y las corrientes.

Los estudios basados en mediciones de Argo indican que los vientos de la superficie del océano, especialmente los vientos alisios subtropicales en el Océano Pacífico, cambian la distribución vertical del calor del océano. Esto resulta en cambios entre las corrientes oceánicas y un aumento del vuelco subtropical, que también está relacionado con el fenómeno de El Niño y La Niña.
Respecto al hemisferio norte, el contenido de calor del océano superior en la mayoría de las regiones del Atlántico Norte está dominado por la convergencia del transporte de calor, sin grandes cambios en la relación de temperatura y salinidad.  En las aguas del mar del norte en Europa, desde 2004 los cambios relacionados son identificados como lo suficientemente abruptos y persistentes como para ser llamados como “cambios de régimen”.  Adicionalmente, un estudio de 2022 sobre el calentamiento antropogénico en el océano indica que el 62% del calentamiento registrado entre los años 1850 y 2018 en el Atlántico Norte a lo largo del paralelo 25°N se mantiene en el agua por debajo de los 700 m, donde un porcentaje importante del calor sobrante permanece.
Mientras en el hemisferio sur, un estudio de 2015 concluyó que los aumentos del contenido de calor del océano en el Océano Pacífico fueron compensados por una distribución abrupta de OHC en el Océano Índico. y que en términos generales la mayor parte del calentamiento global oceánico está ocurriendo en el hemisferio sur aunque se necesitan más investigaciones en esta región.

## Impactos
El calentamiento de los océanos es una de las razones del blanqueamiento de los corales  y contribuye a la migración de especies marinas.y a la mayor ocurrencia de  olas de calor marinas  La redistribución de la energía interna del planeta por la circulación atmosférica y las corrientes oceánicas produce variabilidad climática interna, a menudo en forma de oscilaciones irregulares,  y ayuda a sostener la circulación termohalina global.  
El aumento de OHC representa entre el 30% y el 40% del aumento global del nivel del mar entre 1900 y 2020 debido a la expansión térmica.También es un acelerador del derretimiento del hielo marino, los icebergs y los glaciares de marea. La pérdida de hielo reduce el albedo polar, aumentando los desequilibrios energéticos tanto regionales como globales. Los impactos sobre el hielo marino antártico y las vastas plataformas de hielo antárticas que terminan en el Océano Austral han variado según la región y también están aumentando debido al calentamiento de las aguas.   La desintegración de la plataforma de hielo Thwaites y sus vecinos de la Antártida occidental contribuyó aproximadamente al 10% del aumento del nivel del mar en 2020.  
El océano también funciona como sumidero y fuente de carbono, con un papel comparable al de las regiones terrestres en el ciclo del carbono de la Tierra, esta capacidad puede verse reducida en las próximas décadas.Para millones de especies implica cambios en su distribución o su posible disminución, como en el caso de las algas. Otros impactos identificados están asociados al aumento de la erosión costera y la eutrofización de los ecosistemas
El calentamiento de las profundidades del océano tiene el potencial adicional de derretir y liberar parte de grandes depósitos de hidrato de metano congelados que se han acumulado naturalmente allí. 